# 극장판 SPEC~천~
《극장판 SPEC~천~》(일본어: 劇場版 SPEC〜天〜)은 2012년 4월 7일 개봉한 일본 영화이다. TBS의 텔레비전 드라마 《SPEC~경시청 공안부 공안 제5과 미상 사건 특별 대책계 사건부~》의 극장판이며, 텔레비전 시리즈의 속편에 해당하는 작품이기도 하다.

## 출연

### 레귤러 캐릭터
- 토마 사야 - 토다 에리카
- 세부미 타케루 - 카세 료
- 시무라 미레이 - 후쿠다 사키
- 니노마에 쥬이치 - 카미키 류노스케
- 마사키 미야비 - 아리무라 카스미
- 바바 카오루 - 오카다 코키
- 이노마다 소지 - 사이네이 류지
- 사카하마 아유무 - 마츠자와 카즈유키
- 이치야나기 켄조 - 덴덴
- 츠다 스케히로 - 시이나 킷페이
- 노노무라 코타로 - 류 라이타

### 게스트 캐릭터
아오이케 사토코 <28?> - 쿠리야마 치아키
내각 정보 조사실(CIRO) 특무반 소속. 2정 권총을 잘 다루는 총의 명수. 미국 해군 실즈 출신으로, 원래는 세부미가 있던 SIT의 훈련 교관이며 연인이기도 했지만, 몇 년전에 임무를 위해 자취를 감추어 아무 연락도 없었기 때문에, 세부미는 그 후 그녀는 죽은 것이라고 생각했지만, 실은 살고 있어 외동딸 준과 사는 싱글 마더가 되어 있었다. 귀국자녀이기 때문인가 일본어의 발음이나 사용법에 실수가 많다. 세부미와는 서로 퍼스트 네임으로 불러, 토마에게는 질투가 섞여 〈키루 비루(킬 빌)〉라고 불리고 있다.
미야노 타마키 <30> - 미우라 타카히로
CIRO 특무반 소속. 사토코의 버디로, 그녀보다 2살 연상인 부하이다. 그녀의 이상한 일본어를 옆에서 서포트하며 냉정하게 임무를 수행하지만, 도망치려고 하는 미레이에게 진정제를 주사하는 등 너무 지나친 면이 있다. 측전이 잘하는 것. 또, 노노무라가 남몰래 가진 고에티어의 파츠를 훔쳐 보는 등 의심스러운 행동을 취하고 있다.
이토 아츠시 - 이토 아츠시
팔을 촉수로 하는 SPEC 홀더. 본업은 《전차남》 《팀 바티스타》 등에 출연하고 있는 배우, 즉 본인 역이다. 패션은 밀짚 모자와 화려한 알로하 셔츠. 양 손을 가슴 앞에서 교차시켜 〈恐縮です(황송합니다)〉라고 하는 것이 말버릇.
마담 얀&인 - 아사노 유코 (2역·특별 출연)
니노마에 사이드에 붙는 수수께끼의 SPEC 홀더.
니타나이 아키라 - 마로 아카지
경시 총감.
후쿠토미 카오루 - 리쥬 고
내각 정보 조사관.
아오이케 준 - 모리야마 이츠키
사토코의 외동딸. 어머니가 업무 중일 때는 보모에게 맡겨지고 있다. 처음으로 만난 세부미를 〈파파〉라고 불러, 사토코와 세부미 사이의 아이가 아닐까 생각되었지만, 사토코에 의하면, 세부미와도 사토코 본인과도 DNA도 혈액형도 일치하지 않고, 예수 그리스도와 같이 부친 없이 태어난 아이라고 한다.
사카이 - 카르셀 마키
준의 베이비 시터.
사부 - 카와하라 사부
어부. 미라 시체 사건의 크루저 제1발견자.
무라세 - 노조에 요시히로
심플 플랜의 관계자. 미라 시체 사건의 피해자 중 한 명.
루프 아버지 - 이시카와 코지
공간을 루프 시키는 SPEC 홀더. 몸에 몇개의 훌라후프를 감고 있다.
세카이 - 무카이 오사무
옷도 모자도 전부 다 흰 청년. 준과 함께 나타나 스스로를 〈세카이(세계)〉라고 칭해 솔로몬의 열쇠에 대해 말하는 수수께끼에 쌓인 인물.
영화 공개시 및 Blu-ray / DVD 발매시에도 연기한 배우의 크레디트는 프로모션에서도 본편의 엔드 롤에서도 전혀 밝혀지지 않고, 얼굴도 분명히는 비치지 않는 비밀 게스트였다. 역할의 이름도 청년으로만 발표되고 있었다.
2013년 3월, 속편 《극장판 SPEC~클로즈~》 캐스트 발표에서, 〈세카이〉라는 이름과 연기자가 무카이 오사무인 것이 밝혀졌다.

## 스태프
- 감독 - 츠츠미 유키히코
- 각본 - 니시오기 유미에
- 연출 - 츠츠미 유키히코, 카토 아라타, 이마이 나츠키, 카네코 후미노리
- 음악 - 시부야 케이치로, 가브리엘 로베르토
- 주제가 - THE RiCECOOKERS 〈NAMInoYUKUSAKI~천~〉 (Anchor Records)
- 삽입곡 - THE RiCECOOKERS 〈NAMInoYUKUSAKI~ola~〉
- 프로듀서 - 하마나 카즈야, 우에다 히로키, 이마이 나츠키
- 어소시에이트 프로듀서 - 오오하라 마사토, 와타나베 케이스케
- 라인 프로듀서 - 우치야마 류지, 아카바 치히로
- 촬영 - 마다라메 시게토모
- 조명 - 가와사토 카즈유키
- 녹음 - 우스이 히사오
- 편집 - 오무라 미츠루
- 사운드 디자인 - 이시이 카즈유키
- 조감독 - 시라이시 타츠야
- 제작 담당 - 우에마츠 이쿠미
- 제작사 - 2012 영화 《SPEC~천~》 제작 위원회 (TBS, 토호, 카도카와 서점, 킹 레코드, MBS, CBC, 사무실 크레센도, RKB, TC 엔터테인먼트, HBC)
- 프로덕션 - 사무실 크레셴도
- 배급 - 토호